# João Ferreira de Almeida
João Ferreira de Almeida, pseudonimo di João Ferreira Annes d'Almeida (Várzea de Tavares, 1628 – Giacarta, 1691), è stato un religioso portoghese.
Fu un ministro predicatore della Chiesa Riformata nelle Indie Orientali Olandesi, riconosciuto specialmente per essere stato il primo a tradurre la Sacra Bibbia in lingua portoghese. La sua traduzione del Nuovo Testamento fu pubblicata per la prima volta nel 1681, ad Amsterdam. Almeida morì prima di concludere la traduzione dei libri dell'Antico Testamento, arrivando ai versetti finali del Libro di Ezequiele. La traduzione degli altri libri dell'Antico Testamento fu conclusa nel 1694, ad opera di Jacobus op den Akker, anch'egli ministro della Chiesa Riformata. I volumi della traduzione dell'Antico Testamento in portoghese furono pubblicati solamente a partire dal secolo XVIII, a Tharagambadi e Batavia, in Oriente. La prima edizione in un unico volume di una traduzione completa della Bibbia in portoghese fu stampata solamente nel 1819, a Londra. Oltre a tradurre la Bibbia, João Ferreira de Almeida scrisse anche alcune opere per confutare le dottrine della Chiesa Cattolica.

## Biografia

### Anni iniziali
Almeida nacque in una località di Torre de Tavares, nel comune di Mangualde (successivamente nella Regione centrale o das Beiras), in Portogallo. Rimase orfano ancora bambino e la sua educazione proseguì nella città di Lisbona ad opera di uno zio appartenente ad un ordine religioso. Poco si sa dell'infanzia e dell'inizio dell'adolescenza di Almeida, ma si afferma che avrebbe ricevuto un'eccellente educazione finalizzata al suo ingresso nel sacerdozio. Si disconosce ciò che avrebbe spinto Almeida ad uscire dal Portogallo, ma nel 1642, a quattordici anni di età, già si trovava in Asia, passando da Batavia (attuale Jacarta, in Indonesia) e, in seguito, Malacca (nell'attuale Malaysia). In quell'epoca, Batavia era il centro amministrativo della Compagnia Olandese delle Indie Orientali, e Malacca, ex-colonia portoghese, era stata conquistata dagli olandesi nel 1641.

### La conversione al protestantesimo
Nel 1642, a quattordici anni di età, João Ferreira de Almeida lasciò la Chiesa Cattolica e si convertì al protestantesimo. Nel far vela fra Batavia e Malacca, entrambe possedimenti olandesi in Oriente, Almeida ebbe occasione di leggere un trattato anticattolico scritto in castigliano, dal titolo "Differenza del Cristianesimo", posteriormente tradotto da lui in lingua portoghese. Questo volantino attaccava alcune delle dottrine e dei concetti del cattolicesimo romano dell'epoca, compreso l'uso del latino durante le funzioni religiose. Questo produsse un grande effetto su Almeida, di modo che, arrivando a Malacca in quello stesso anno, aderì alla Chiesa Riformata Olandese e si dedicò immediatamente alla traduzione di brani dei Vangeli dal castigliano al portoghese.

### Il "padre" João Ferreira de Almeida
Normalmente compare nelle prime edizioni della traduzione di João Ferreira de Almeida l'informazione che egli sarebbe "padre". Ciò è dovuto al fatto che, in quel contesto, la parola "padre" poteva essere utilizzata per riferirsi tanto al clero cattolico quanto ai ministri protestanti. In tal senso, egli sarebbe "padre" (o pastore) della Chiesa Riformata Olandese, e non della Chiesa Cattolica. Inoltre, la posizione anticattolica di João Ferreira si rivela in tutti i suoi scritti, poiché, oltre a tradurre la Bibbia, compose varie opere contro gli "errori" della Chiesa di Roma.

### Traduttore della Bibbia
Due anni dopo aver rigettato le dottrine della Chiesa Cattolica, João Ferreira de Almeida si lanciò in un progetto enorme: la traduzione di tutto il Nuovo Testamento in portoghese, usando como base la versione in latino di Teodoro di Beza (teologo francese successore di Calvino a Ginevra), consultando anche come fonti traduzioni in castigliano, francese ed italiano. Il lavoro fu concluso in meno di un anno, quando Almeida aveva appena diciassette anni di età. Terminata nel 1645, questa pionieristica traduzione non fu mai pubblicata. Ma il traduttore fece copie a mano del lavoro, le quali furono inviate alle congregazioni di Malacca, Batavia e Ceilon (oggi Sri Lanka). Nonostante la propria giovane età, inviò una copia del testo al governatore generale olandese, a Batavia. Si crede che la copia venisse inviata ad Amesterdam ma che il responsabile della pubblicazione del testo morì, con conseguente sparizione dell'opera di Almeida.  Nel 1651, allorché gli fu sollecitata una copia della sua traduzione per la Chiesa Riformata nell'isola di Ceylon, Almeida scoprì che l'originale era scomparso. Lanciandosi di nuovo nel lavoro, a partire da una copia o da appunti anteriori del suo lavoro, Almeida concluse nell'anno successivo una versione riveduta dei Vangeli e del Libro degli Atti degli Apostoli. Nel 1654, completò tutto il Nuovo Testamento ma, ancora una volta, non si fece nulla per stampare la traduzione, venendo realizzate soltanto poche copie manoscritte.
Almeida entrò nel ministero ecclesiastico della Chiesa Riformata Olandese, inizialmente come "visitatore dei malati" e, in seguito, como "pastore supplente".  Comenciò il suo ministero diventando membro del Consiglio degli Anziani di Malacca, dopo essere stato scelto come cappellano e diacono di tale congregazione.
Al tempo di Almeida, un traduttore in lingua portoghese era molto utile per le chiese di quella regione. Oltre ad essere il portoghese un idioma comunemente usato nelle congregazioni presbiteriane, era il più parlato in molte parti dell'India e del Sudest asiatico. Si crede, comunque, che il portoghese impiegato da Almeida tanto nelle predicazioni come nella traduzione della Bibbia fosse piuttosto erudito e, pertanto, difficile da capire per la maggioranza della popolazione. Tale impressione è rafforzata da una dichiarazione da lui fatta a Batavia, quando si propose di tradurre alcuni sermoni, per usar le sue parole: "nella lingua portoghese adulterata, conosciuta da questa congregazione".
Nel 1656, ordinato pastore, fu indicato per il Consiglio degli Anziani in Ceylon, dove si recò con un collega, chiamato Baldaeus.  Durante i tre anni seguenti, lavorò ad una revisione della traduzione di parti del Nuovo Testamento fatta anteriormente. Oltre a superare un esame preparatorio e venir accettato come candidato al pastorato, Almeida moltiplicò nuovi impegni: dava lezioni di portoghese a pastori, traduceva libri ed insegnava catechismo a professori di scuole elementari.
Tutto indica che questo fu il periodo più agitato della vita del traduttore. Durante il pastorato in Galle (Sud di Ceylon), Almeida assunse una posizione talmente forte contro ciò che egli chiamava "superstizioni papiste", che il governo locale deliberò di presentare una lamentela a suo riguardo al governo di Batavia (probabilmente alla fine del 1657). Tra il 1658 ed il 1661, epoca in cui fu pastore a Colombo, tornò ad aver problemi col governo, il quale tentò, senza successo, di impedirgli di predicare in portoghese. Il motivo di questa misura non è conosciuto, ma si suppone che avesse nuovamente a che fare con le idee fortemente anticattoliche del traduttore.
Anche il passaggio di Almeida da Tuticorin (Sud dell'India), ove fu pastore per circa un anno, pare non essere stato dei più tranquilli. Tribù della regione rifiutarono di farsi battezzare o di far benedire le loro unioni da lui. Secondo il suo amico Baldaeus, il fatto avvenne perché l'Inquisizione aveva ordinato che un ritratto di Almeida fosse arso in una piazza pubblica a Goa.  Fu anche durante il soggiorno a Ceylon che, probabilmente, il traduttore conobbe sua moglie e si sposò. Venuta dal cattolicesimo romano al protestantesimo, come lui, si chiamava Lucrezia Valcoa de Lemmes (o Lucrécia de Lamos). Un avvenimento curioso marcò l'inizio della vita della coppia: in un viaggio attraverso Ceylon, Almeida e Donna Lucrezia furono attaccati da un elefante e sfuggirono per poco alla morte. Più tardi, la famiglia fu completata dalla nascita di un bambino e di una bambina.

### Idee e personalità
Essendo considerato uno dei primi missionari protestanti a visitare quel paese, visto che serviva come missionario convertito, al servizio di un paese straniero, ed ancora a causa dell'esposizione diretta di ciò che considerava costituire le false dottrine della Chiesa Cattolica, così come per la denuncia della corruzione morale fra il clero, molte delle comunità di lingua portoghese finirono per considerarlo apostata e traditore. Questi confronti risultarono in un giudizio da parte di un tribunale dell'Inquisizione a Goa, in India, nel 1661, ove fu condannato a morte per eresia. Il governatore generale dell'Olanda lo chiamò di nuovo a Batavia, evitando così l'esecuzione della sentenza.
A partire dal 1663 (dai 35 anni di età in poi, quindi), Almeida lavorò in una congregazione di lingua portoghese di Batavia, ove rimase fino al termine della vita. In tale nuova fase, ebbe un'intensa attività come pastore. I registri a questo riguardo mostrano molto delle sue idee e della sua personalità.  Fra le altre cose, Almeida riuscì a convincere il consiglio degli anziani che la congregazione che dirigeva avrebbe dovuto avere la sua propria cerimonia della Cena del Signore (comunione). Inoltre propose che i poveri che ricevevano aiuti in denaro dalla chiesa fossero tenuti a frequentarla ed a frequentare il catechismo.  Si offrì di visitare gli schiavi della Compagnia delle Indie nei loro quartieri, dando loro sale per gli incontri religiosi - suggerimento non accettato dal consiglio degli anziani - e, spesso, allertò la congregazione riguardo alle "influenze papiste".
Al tempo stesso, riprese il lavoro di traduzione della Bibbia, iniziato in gioventù. Fu solamente allora che arrivò a padroneggiare la lingua neerlandese ed a studiare il greco e l'ebraico. Nel 1676, Almeida comunicò al consiglio degli anziani che il Nuovo Testamento era pronto. A quel punto iniziò la battaglia del traduttore per vedere pubblicato il testo - sapeva che il consiglio degli anziani non avrebbe approvato la stampa dell'opera se non fosse stata approvata da revisori indicati dal medesimo consiglio degli anziani. Sapeva inoltre che, senza tale approvazione, non avrebbe ottenuto altri permessi indispensabili per la realizzazione di quanto sperato: quello del Governo di Batavia e della Compagnia delle Indie Orientali, in Olanda.

### Esemplari distrutti
Scelti i revisori, il loro lavorò iniziò seguendo uno sviluppo molto lento. Quattro anni più tardi, irritato per il ritardo, Almeida si risolse a non attendere oltre — mandò il manoscritto in Olanda per conto proprio, per esservi stampato. Ma il consiglio degli anziani riuscì a fermare questo procedimento e la stampa venne interrotta. Passarono alcuni mesi, quando, a seguito di alcune discussioni e bisticci, il traduttore stava quasi per desistere dalla pubblicazione del suo testo, finché giunsero dall'Olanda delle lettere che recavano la notizia che il manoscritto era stato rivisto ed era in stampa in quel Paese.
Nel 1681, la prima edizione del Nuovo Testamento di Almeida finalmente uscì dalla tipografia. Un anno dopo, giunse a Batavia ma presentava errori di traduzione e revisione. Il fatto fu comunicato alle autorità olandesi e tutti gli esemplari che ancora non erano usciti furono distrutti per ordine della Compagnia delle Indie Orientali. Le autorità olandesi decisero che si procedesse allo stesso modo con i volumi che già si trovavano a Batavia. Richiesero inoltre che si iniziasse, al più presto possibile, una nuova e scrupolosa revisione del testo.
Nonostante gli ordini ricevuti dall'Olanda, non tutti gli esemplari ricevuti a Batavia furono distrutti. Alcuni di essi furono corretti a mano ed inviati a congregazioni della regione (uno di questi volumi può essere visto oggi al Museo Britannico, a Londra). Il lavoro di revisione e correzione del Nuovo Testamento fu iniziato ma ci vollero lunghi anni prima di terminare. Soltanto dopo la morte di Almeida, nel 1693, venne stampata e distribuita questa seconda versione, nella stessa Batavia.
Mentre progrediva la revisione del Nuovo Testamento, Almeida cominciò a lavorare all'Antico Testamento. Nel 1683, completò la traduzione del Pentateuco.  Inizio, frattanto, la revisione di questo testo ma la situazione che si verificò nell'epoca della revisione del Nuovo Testamento, con molti ritardi e discussioni, finì per ripetersi. Già a causa di un peggioramento della sua salute — almeno dal 1670, secondo i registri —, il carico di lavoro di Almeida all'interno della congregazione venne alleviato e poté dedicare più tempo alla traduzione. Ciononostante, non riuscì a portare a termine l'opera cui dedicò tutta la sua vita. Ad ottobre del 1691, Almeida morì. Era arrivato ad Ezechiele 48:31.La traduzione dell'Antico Testamento fu completata nel 1694 da Jacobus op den Akker, pastore calvinista olandese. Dopo molte variazioni, fu stampata a Batavia, in due volumi: il primo nel 1748 ed il secondo nel 1753.

### Traduzione dopo la morte di Almeida
La seconda edizione del Nuovo Testamento in portoghese, rivista poco prima della morte di Almeida, venne pubblicata nel 1693. Intanto, alcuni storici affermano che, ancora una volta, questa seconda edizione venne sfigurata dalla mano dei revisori. Perdendosi la motivazione per continuare la traduzione dell'opera di traduzione della Bibbia in portoghese in Asia, fu su richiesta dei missionari protestanti danesi in Tharagambadi, nel sud dell'India, all'epoca parte dell'India Danese (territorio di cui facevano parte anche la città di Serampore, nel Bengala Occidentale, e le Isole Nicobar) che una società inglese, la Società per la Promozione della Conoscenza Cristiana (Society for Promoting Christian Knowledge), a Londra, finanziò una terza edizione del Nuovo Testamento di Almeida, nel 1711.  Durante il secolo XIX, la British and Foreign Bible Society e l'American Bible Society distribuirono migliaia di esemplari della versione di Almeida in Portogallo e nelle principali città del Brasile.

## Riconoscimento
Fra ottobre del 2006 e marzo del 2007, il programma televisivo della RTP1 (il principale canale televisivo del Portogallo), intitolato Os Grandes Portugueses (I grandi portoghesi), realizzò una votazione popolare per scegliere il Grande Portoghese (O Grande Português). Detta votazione indicò João Ferreira de Almeida come il 19º personaggio storico più importante della storia del Portogallo.